# Campeonato Europeo de Baloncesto Femenino de 1962
El VIII Campeonato Europeo de Baloncesto Femenino se celebró en Mulhouse (Francia) entre el 22 y el 29 de septiembre de 1962 bajo la denominación EuroBasket Femenino 1962. El evento fue organizado por la Confederación Europea de Baloncesto (FIBA Europa) y la Federación Francesa de Baloncesto.
Un total de doce selecciones nacionales afiliadas a FIBA Europa compitieron por el título europeo, cuyo anterior portador era el equipo de la Unión Soviética, vencedor del EuroBasket 1960. 
La selección de la Unión Soviética se adjudicó la medalla de oro al derrotar en la final al equipo de Checoslovaquia con un marcador de 63-46. En el partido por el tercer puesto el conjunto de Bulgaria venció al de Rumanía.

## Plantilla del equipo campeón
- Unión Soviética:

Dzidra Uztupe, Tamara Pyrkova, Lidija Antonikovskaja, Nina Poznanskaja, Ljudmila Edevela, Ljudmila Kukanova, Feodora Orel, Skaidrīte Smildziņa, Valve Lüütsepp, Jūratė Daktaraitė, Inesa Kysel'ova, Ravilja Salimova. Seleccionadora: Lidia Alekséyeva